# Brown Eyed Girl
Brown Eyed Girl ist ein Lied des nordirischen Sängers Van Morrison, das im Jahr 1967 geschrieben und aufgenommen wurde. Das Lied wurde von Bang Records produziert und im Mai 1967 auf dem Album Blowin’ Your Mind! veröffentlicht. Als Single erreichte es Platz acht der Cashbox Record Charts und den zehnten Platz der Billboard Hot 100. Das Lied wird als das Erkennungslied von Van Morrison angesehen.

## Hintergrund
Das Lied war der Ausgangspunkt für seine Karriere als Solo-Musiker, nachdem er die Band Them verlassen hatte und die dazu führte, dass er in die USA übersiedelte, wo er schließlich einen Vertrag bei Warner Brothers bekam.
Paul Williams nahm das Lied in sein Buch Rock and Roll: The 100 Best Singles auf. Er schrieb dazu:

“I was going to say this is a song about sex, and it is, and a song about youth and growing up, and memory, and it’s also – very much and very wonderfully – a song about singing.”

„Ich war im Begriff zu sagen, dass dies ein Lied über Sex ist, und das ist es, und über Jugend und das Erwachsenwerden und Erinnerungen, und es ist auch – sogar sehr und sehr wunderbar – ein Lied über das Singen.“

Morrisons unzensierte Originalaufnahme ist noch heute sehr bekannt, da sie von vielen Radiostationen gespielt wird. In den Jahren 2005 und 2007 erhielt Morrison ein Eine-Million-Mal-gesendet-Zertifikat der Broadcast Music Incorporated (BMI) als „Top European Writer“, nachdem er sieben beziehungsweise acht Millionen Mal im US-Radio und -Fernsehen gespielt worden war.
Die RIAA führt das Lied als eines der Top-365-Lieder des 20. Jahrhunderts.

## Aufnahme und Titel
Nachdem Morrison seinen Vertrag mit Decca Records beendet hatte und die Band Them sich aufgelöst hatte, kehrte Morrison nach Belfast zurück, auf der Suche nach einer neuen Plattenfirma. Nach einem Anruf von Bert Berns, dem Eigentümer von Bang Records, flog er nach New York, wo er schnell einen neuen Vertrag unterschrieb. Während einer zweitägigen Aufnahmesession am 28. und 29. März 1967 nahm er acht Lieder auf, von denen vier als Single veröffentlicht werden sollten. Die Aufnahmen fanden in den A&R-Studios statt, und Brown Eyed Girl wurde als 22. Take am ersten Aufnahmetag aufgenommen. Unter den Musikern, die Berns für die Aufnahmen verpflichtet hatte, befanden sich Eric Gale, der Bassist Russ Savakus, der Pianist Paul Griffin und der Schlagzeuger Gary Chester. Es wurde veröffentlicht im Juni des Jahres 1967. Das Lied, das in der ursprünglichen Fassung Brown-Skinned Girl hieß, wurde von Morrison während der Aufnahme in Brown Eyed Girl geändert. Morrison bemerkte über den Originaltitel: „Das war eben ein Fehler. Es war eine Art jamaikanischer Song. Calypso. Es kam mir so in den Sinn. Ich änderte den Titel.“ „Nachdem wir es aufgenommen hatten, schaute ich auf den Tonbandkarton und merkte noch nicht mal, dass ich den Titel geändert hatte. Ich hatte ihn neben meine Gitarre gelegt, und da stand 'Brown Eyed Girl' auf dem Karton. Solche Sachen passieren eben.“

## Text
Der nostalgische Text über eine frühere Liebe wurde damals von vielen Radiostationen als zu zweideutig gesehen und nicht oft gespielt. Es wurde eine entschärfte Radioversion aufgenommen, bei der die Stelle „making love in the green grass“ durch „laughin' and a-runnin', hey hey“ aus der vorherigen Strophe ersetzt wurde. Die geänderte Version erschien auf einigen Samplern, während die remasterte CD die Originalaufnahme aufweist.

## Folgezeit
Durch den Vertrag mit Bang Records, der ohne rechtlichen Beistand unterzeichnet wurde, erhielt Morrison niemals ein Honorar für das Schreiben oder die Aufnahme des Liedes. Der Vertrag hielt ihn haftbar für alle Aufnahmekosten, und als diese gezahlt waren, wurden sie zum „Subjekt einer kreativen Buchhaltung“. Morrison verlieh seiner Frustration über den Vertrag Ausdruck in dem sarkastischen Song The Big Royalty Check.

## Anerkennung
- Im Januar 2007 wurde Brown Eyed Girl in die Grammy Hall of Fame aufgenommen.
- Im November 2004 wurde Brown Eyed Girl auf Platz 109 der 500 Greatest Songs of All Time des Rolling Stone Magazine gewählt.[20]
- Es ist auch gelistet in der The Rock and Roll Hall of Fame's 500 Songs that Shaped Rock and Roll.

## Kommerzieller Erfolg

### Chartplatzierungen
| ChartsChartplatzierungen       | Höchstplatzierung | Wochen |
| ------------------------------ | ----------------- | ------ |
| Vereinigte Staaten (Billboard) | 10 (16 Wo.)       | 16     |
| Vereinigtes Königreich (OCC)   | 60 (5 Wo.)        | 5      |

| ChartsJahrescharts (1967)      | Platzierung |
| ------------------------------ | ----------- |
| Vereinigte Staaten (Billboard) | 35          |

### Auszeichnungen für Musikverkäufe
| Land/Region                  | Auszeichnungen für Musikverkäufe (Land/Region, Auszeichnung, Verkäufe) | Verkäufe  |
| ---------------------------- | ---------------------------------------------------------------------- | --------- |
| Dänemark (IFPI)              | Platin                                                                 | 90.000    |
| Italien (FIMI)               | Gold                                                                   | 50.000    |
| Neuseeland (RMNZ)            | 8× Platin                                                              | 240.000   |
| Spanien (Promusicae)         | Gold                                                                   | 30.000    |
| Vereinigte Staaten (RIAA)    | Gold · + Platin (Mastertone)                                           | 1.500.000 |
| Vereinigtes Königreich (BPI) | 4× Platin                                                              | 2.400.000 |
| Insgesamt                    | 3× Gold · 14× Platin ·                                                 | 4.100.000 |

## Coverversionen
Brown Eyed Girl wurde von zahlreichen Musikern aufgenommen, darunter Jimmy Buffett, Everclear, Billy Ray Cyrus, Johnny Rivers, Bruce Springsteen, U2, Bob Dylan, Brian Kennedy, Steel Pulse, Green Day, Lagwagon, John Anderson, El Chicano, Busted, The Black Sorrows, Ronan Keating, Reel Big Fish, Joe Camilleri, Joe Stampley und Laurel Aitken.
Weiterhin erschien 1977 bei Hansa eine deutschsprachige Adaption von Hugo van Haastert mit dem Titel Frankfurt/Main.